# Coupe de France féminine de water-polo
La Coupe de France de féminine de water-polo est une compétition disputée depuis 2000.

## Organisation
En octobre 2010, les quatre premières équipes du championnat féminin de la saison précédente s'affrontent en un championnat pendant la coupe de France masculine qui est jouée chaque année depuis 2007.

## Palmarès

### Coupe de France
- 2000 : ASPTT Nancy water-polo[1]
- 2010 : Olympic Nice natation[1]
- 2011 : Olympic Nice natation[1]
- 2012 : ?
- 2013 : Olympic Nice natation

### Trophée Alice Milliat
- 2022 : Lille Métropole Water-Polo
- 2023 : Lille Métropole Water-Polo
- 2024 : Lille Métropole Water-Polo
- 2025 : Lille Métropole Water-Polo